# Domuit vascones
Domuit Vascones es una expresión latina traducida como "dominó a los vascones". Cierta historiografía afirma que esta frase se aplicaba a todos los reyes godos en sus crónicas (sin especificar cuales), lo que significa que en realidad no lograron dominar a los vascones, pero diversos historiadores han señalado que dicha expresión no aparece en ningún cronicón, lo que convertiría a la misma en un mito sin fundamento científico.
Tras la caída del imperio romano en Europa, da comienzo un periodo histórico conocido como "los años oscuros" del que se conservan pocas noticias escritas, por lo que la reconstrucción de esa época se realiza a través de interpretaciones de textos, lo cual es constante motivo de polémica. Algunos historiadores suponen que los vascones nunca fueron sometidos por los visigodos en su pretensión de lograr la unidad territorial de todas la antiguas provincias hispanorromanas, y es un hecho que varios reyes godos y suevos tuvieron enfrentamientos con los Vascones, fuese para dominar sus rebeliones, fuese para evitar sus pillajes (véanse más abajo las fuentes concretas).

## Origen
Según el historiador Armando Besga, la frase podría datar de 1931, cuando fray Bernardino de Estella escribe en uno de los clásicos de la historiografía nacionalista, la "Historia Vasca":

"En las Crónicas de los reyes visigodos se encuentra una frase constantemente repetida: Domuit vascones (subyugó a los vascones). Vencer a los vascos fue la idea que abrigaron casi todos los reyes visigodos. Pero esa frase, siempre repetida hablando del mismo pueblo, indica claramente que jamás lograron dominar a las tribus vascas. Lucharon contra Recciario, Eurico, Leovigildo, Recaredo, Gundemaro, Sisebuto, Suintila, Wamba, todos los cuales atentaron contra la independencia de Euzkadi".

Sin embargo nunca existieron esos cronicones de los reyes godos ni nunca escribió esas palabras Isidoro de Sevilla, a quien también se las atribuyen. Como resume Armando Besga, doctor de la Universidad de Deusto, “aunque parezca increíble, lo cierto es que la dichosa expresión domuit vascones no aparece ni una sola vez en las fuentes de la época de los reinos germánicos, lo que demuestra cómo se ha hecho una parte de la historia de los vascones que, además, ha trascendido mucho”.
Recientemente, Miguel Izu ha ofrecido otra explicación sobre el origen de esta frase y que la sitúa en 1877. Francisco Navarro Villoslada en la introducción de Amaya o los vascos en el siglo VIII escribe:

"Consta que Requiario, Eurico, Leovigildo, Recaredo, Gundemaro, Sisebuto, Suintila, Recesvinto y Wamba, sujetaron a los vascones, frase que constantemente repetida por espacio de tres centurias, viene a significar precisamente lo contrario de lo que suena. (...) No puede menos que maravillarnos que algunos críticos tomen por lo serio la frase de domuit vascones, que los godos tenían como en estampilla para añadir al nombre de cada nuevo monarca toledano".

Según Izu, probablemente con esa locución latina Navarro Villoslada se tomara una licencia literaria para hacer un resumen de las noticias históricas sobre las guerras entre godos y vascones y reflejar su idea, tomada de autores como José de Moret o Fermín Gonzalo Morón, de que los vascones no fueron nunca sometidos, pero la expresión se asume como un hecho histórico por los autores posteriores y se adorna con otros datos igualmente ficticios. Autores fueristas como Arturo Campión, Hermilio de Oloriz, Eugenio Urroz, y luego el citado Bernardino de Estella, difunden la supuesta cita.
La frase se continúa utilizando en la actualidad, como por ejemplo, en la obra de 1997 de Anastasio Arrinda, "La historia vasca del mundo" (2000) de Mark Kurlansky o Iñaki Anasagasti (2001).
En este sentido, el catedrático de Arqueología de la EHU-UPV, medievalista, Agustín Azkarate, expresa: "Es uno de los periodos sobre los que más se ha escrito en la historia del País Vasco, pero se ha escrito siempre con visceralidad. ¿Para demostrar qué? Unos para demostrar que durante este período los vascones dependían de los reinos visigodos, primero del de Toledo, y más tarde del de Asturias, y otros para demostrar que eran independientes de cualquier poder político del momento. Es curioso, tanto los que defienden la independencia como quienes defienden las dependencias han consensuado un mito respecto al vascón, que es el mito del buen salvaje. Unos para justificar la presunta independencia de los vascones, que vivían en sus montañas tranquilos hasta que aparecía el invasor, y entonces no sabemos cómo, bajaban de las montañas, al son del irrintzi, y daban sopas con hondas a francos y visigodos. Este punto de vista ha satisfecho siempre a la historiografía sabiniana que ha confundido la leyenda con la realidad. Y por otra parte, quienes estaban empeñados en demostrar la dependencia de estos territorios respecto a Toledo y luego Asturias, sólo entendían esa pertinaz resistencia haciendo referencia a un salvajismo, a una no romanización, que hacía que aquella gente no interesaría demasiado a francos y visigodos, porque vivían en un reducto como Asterix y Obélix en los cuentos. Lo sorprendente es que esta gente se entierra con unos ritos funerarios y unos materiales que no tienen nada que ver con la Hispania visigótica, sino más bien con el mundo franco del norte de los Pirineos. Primera sorpresa."

## Los textos históricos reales
En relación con los reyes suevos y godos relacionados por los diversos autores que citan la frase existen realmente los siguientes textos:

### Recciario
Año 448 d. C. Este rey suevo, aliado con los visigodos, devastó Vasconia, como lo atestigua San Isidoro de Sevilla (Historia de regibus Gothorum, Vandalorum et Suevorum (Suevorum historia), 87): "... devasta las Vasconias (Vasconias depraedatur). Según José de Moret, lo hizo atacando no a los vascones, sino al Imperio Romano, del que eran aliados.

### Eurico
Año 466 d. C. La cita está también en Isidoro de Sevilla, op.cit., 34: (Aera DIV)...Exercitum inde alium mittit, qui captam inde Pampilonam et Caesaraugustam..." (no se menciona expresamente a los Vascones, pero sí implícitamente a través de la toma de Pampilona, Pamplona).

### Leovigildo
Año 581. Juan de Biclaro (Chronicon 2.14, vid.) dice de él: Año V de Tiberio que es el XIII de Leovigildo. El rey Leovigildo ocupa parte de Vasconia (partem Vasconiae occupat) y funda la ciudad que se llama Victoriacum (et civitatem, quae Victoriaco nuncupatur, condidit).

### Recaredo
Años 586-601 d. C. De nuevo Isidoro de Sevilla (Historia... cit., 54) escribe Saepe etiam et lacertos contra Romanorum insolentias et irruptiones Vasconum movit ("Dirigió (Recaredo) sus fuerzas también muchas veces contra los abusos de los romanos y contra las irrupciones de los Vascones").

### Gundemaro
Año 610 d. C. Isidoro (Historia... cit.,59): Hic Vascones una expeditione vastavit. También la Crónica Albeldense (año 883), lo recuerda: "Gundemaro reinó dos años. En una expedición sometió al pillaje a los vascones").

### Sisebuto
Año 612 d. C. No hay referencias. Se suele citar san Isidoro (Historia... cit., 61): Astures enim rebellantes, misso exercitu, in ditionem suam reduxit. Ruccones montibus arduis undique conseptos per duces evicit, pero los Ruccones no pueden ser los Vascones, pues uno de estos duces o generales es el aún joven Suintila (v. siguiente), y en las referencias de su reinado aparecen ambos pueblos por separado (caps. 62 y 63).

### Suintila
Año 621 d. C. Isidoro de Sevilla (op.cit., 63): Habuit quoque et initio regni expeditionem contra incursus Vasconum Tarraconensem provinciam infestantium, ubi adeo montivagi populi terrore adventus ejus perculsi sunt, ut confestim, quasi debita jura noscentes, remissis telis et expeditis ad precem manibus, supplices ei colla submitterent, obsides darent, Ologitin civitatem Gothorum stipendiis suis et laboribus conderent, pollicentes eius regno ditionique parere, et quidquid imperaretur efficere. ("Hizo también al comienzo de su reinado una expedición contra los Vascones, que con sus correrías infestaban la Tarraconense..."). La Crónica Albeldense (año 883) lo recuerda brevemente: "Suintila reinó diez años. (...) Derrotó a los vascones (Vascones devicit)".

### Chindasvinto
Año 642 d. C. No hay referencias. El epitafio del noble Opilano relata cómo resultó herido en una batalla frente a los vascones al comienzo del reinado de Chindasvinto.

### Wamba
Año 673 d. C. San Julián de Toledo (Historiae Wambae regis, 9) dice: Illo tunc tempore, cum haec intra Gallias agerentur, religiosus Wamba princeps feroces vasconum gentes debellanturus aggrediens, in partibus commorabatur Cantabriae ("Por aquel entonces, mientras sucedían estos hechos en el interior de las Galias, el piadoso rey Wamba, que venía a plantar batalla al montaraz pueblo de los vascones, deteníase en territorio de Cantabria"), y continúa en el 10 con el fin de las hostilidades: 10. Ad quod dictum incalescunt animi omnium exoptantque fieri quae iubentur, mox cum omni exercitu Vasconiae partes ingreditur, ubi per septem dies quaqua uersa per patentes campos depraedatio et hostilitas castrorum domorumque incensio tam ualide acta est, ut Vascones ipsi, animorum feritate deposita, datis obsidibus, vitam sibi dari pacemque largiri non tam precibus quam muneribus exoptarent. Vnde, acceptis obsidibus tributisque solutis, pace composita, directum iter in Gallias profecturus accedit, per Calagurrem et Oscam ciuitates transitum faciens ("Ante lo dicho, se encienden los ánimos de todos deseando hacer lo que se les ordena. Luego, entra con todo el ejército en las provincias de la Vasconia, llevándose a cabo enérgicamente, por siete días y por todos lados, el pillaje y la hostilidad de los campamentos y el incendio de las casas a través de los campos descubiertos; <tanto así> que los vascos mismos, depuesta la ferocidad de sus espíritus y entregados los rehenes, pedían no tanto con súplicas sino más bien con favores, que se les dejara vivir y se les concediera la paz. Desde ahí, aceptadas las garantías, pagados los tributos y la paz bien dispuesta, emprende un viaje directo a las Galias, pasando por las ciudades de Calaguerra y Osca...", vid. aquí.
Ya en tiempos del reino de Asturias, en la Crónica Albeldense se puede leer: "Wamba reinó nueve años. Como en el primer año de su reinado (año 672) se hubiera rebelado contra él el duque Paulo con una parte de España y con toda la provincia de la Galia, este rey, con el ejército de España, primero sometió a los fieros vascones, en el territorio de Cantabria" (prius feroces Vascones in finibus Cantabrie perdomuit)..."
Y en la Crónica de Alfonso III: "(El rey Wamba...) a los astures y vascones, que se rebelaban continuamente..." (Astores et Vascones crebro rebellantes), los sometió varias veces y los subyugó a su imperio.

### Rodrigo
Año 711 d. C. Existen fuentes árabes que indican que Rodrigo estaba de campaña contra los vascones en el momento de la invasión musulmana.